# Zenobio Lorenzo Guilland
Zenobio Lorenzo Guilland (* 24. Dezember 1890 in San Andrés de Giles, Provinz Buenos Aires, Argentinien; † 12. Februar 1962 in Paraná, Provinz Entre Ríos, Argentinien) war ein römisch-katholischer Geistlicher.

## Leben
Zenobio Lorenzo Guilland wurde 1890 in San Andrés de Giles geboren. Er studierte am Priesterseminar in Buenos Aires. 1911 reiste er nach Rom, wo er am Päpstlichen lateinamerikanischen Kolleg „Pius“ studierte. 1914 wurde er zum Priester geweiht. Er wirkte in der Diözese La Plata, wo er Vikar in Azul und Gemeindepfarrer in der Capilla del Señor war.
Ab 1923 war er der erste Rektor des Priesterseminars von La Plata und mehrere Jahre lang Kanoniker der Kathedrale von La Plata.
Im September 1934, nach dem Tod von Bischof Julián Pedro Martínez, erhob Papst Pius XI. das Bistum Paraná zum Erzbistum, dessen Territorium die Provinzen Entre Ríos und Corrientes sowie das nationale Territorium Misiones umfasste. Das Bistum Corrientes, das dem Bistum Paraná als Suffragandiözese unterstellt. Zum Erzbischof ernannte der Papst Guilland, der am 3. März 1935 vom apostolischen Nuntius in Argentinien Filippo Cortesi zum Bischof geweiht worden war. Mitkonsekratoren waren Miguel d’Andrea, Weihbischof in Buenos Aires, und César Antonio Cáneva, Bischof von Azul.
Während seiner Amtszeit kam der Peronismus auf und er galt zunächst als Anhänger der Politik General Peróns. Ein Hirtenbrief vom Januar 1946 verbot Katholiken, Parteien zu wählen, die die Trennung von Kirche und Staat oder die Scheidung befürworteten. Später äußerte er jedoch seine Besorgnis über die Einmischung der Regierung in die Wahl und Prüfung von Religionslehrern, die damals an den öffentlichen Schulen des Landes ein Pflichtfach waren.
Seine Arbeit war im Wesentlichen organisatorischer Natur. Während seiner Amtszeit wurden 1957 die Diözesen Gualeguaychú und Posadas gegründet. 1961 erhob Papst Johannes XXIII. das Bistum Corrientes selbst zum Erzbistum und ordnete dessen Kirchenprovinz das Bistum Posadas zu. Im selben Jahr wurde das Bistum Concordia errichtet und als Suffragandiözese Paraná zugeordnet.
Er nahm an den Vorbereitungssitzungen des Zweiten Vatikanischen Konzils teil, obwohl er selbst nicht selbst daran teilnahm, da er im Februar 1962 vor Beginn des Konzils verstarb.